# Battaglia di Torriglia
La battaglia di Torriglia è stato uno scontro militare avvenuto tra il 15 ed il 16 dicembre 1799, nel contesto della guerra della Seconda coalizione. Furono coinvolte nella battaglia le forze francesi del generale Saint-Cyr, momentaneamente a capo dell'Armata d'Italia, e la divisione austriaca del generale Klenau. La battaglia rappresenta l'ultimo scontro tra le due parti in guerra in quell'anno e terminò con una vittoria francese.

## Contesto storico
Le forze della coalizione avevano affidato il comando delle operazioni sul fronte italiano al temibile generale Aleksandr Suvorov e tale scelta si era rivelata indubbiamente vincente: il maresciallo russo aveva collezionato successi dopo successi,  sconfiggendo le forze francesi in tre battaglie campali (a Cassano d'Adda, sulla Trebbia ed infine a Novi) e liberando una dopo l'altra tutte le roccaforti che avevano una guarnigione repubblicana al loro interno. A nulla erano valso i tentativi di Moreau, MacDonald e Joubert di affrontare le forze coalizzate, ed adesso i francesi si ritrovavano sulle montagne della Liguria senza più alcun controllo sulla Pianura Padana, se non quello offerto da Cuneo, ultima roccaforte in loro possesso nella pianura piemontese.

## Antefatti

### L'arrivo di Championnet
Dopo la partenza delle forze di Suvorov verso la Svizzera, dai valichi tra Francia ed Italia iniziavano a spuntare le forze dell'Armata delle Alpi del generale Championnet. Queste inizialmente avrebbero dovuto agire in concerto con le forze di Joubert ed accerchiare Suvorov, ma problemi logistici non trascurabili avevano ritardato la loro marcia.

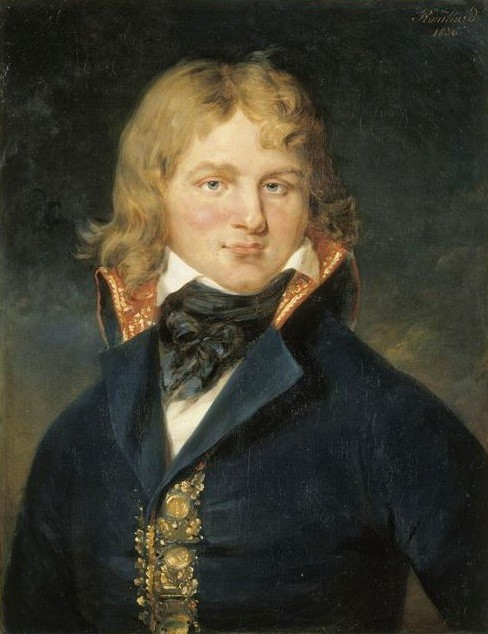
Il generale Championnet

Von Melas aveva già iniziato a mettere gli occhi su Cuneo, in modo da allontanare i francesi dalla pianura in maniera definitiva, e stava preparando le truppe per un assedio. Championnet e Moreau, che aveva preso il posto del defunto Joubert al comando dell'armata, tentarono di bloccare i progressi austriaci ma i loro risultati furono alterni e, sebbene riuscirono a ritardare di qualche settimana i piani di von Melas, alla fine vennero nuovamente cacciati dalla pianura.
Riunite le due armate, Championnet chiese a Moreau di poterne avere il comando. Il generale francese acconsentì e partì alla volta della frontiera del Reno, dove era stato promesso lui un posto di comando.

### Il fallimento dell'offensiva francese
Appreso dell'arrivo a Frejus di Napoleone, di ritorno dall'Egitto, Championnet, geloso e preoccupato per il ruolo di comando dell'Armata d'Italia che temeva potesse essere affidato al generale corso, decise di programmare un'offensiva in Piemonte. Questa offensiva, nata più per la personale ricerca di gloria da parte del generale piuttosto che da un'effettiva strategia, si rivelò un errore ed esibì completamente i limiti di Championnet come generale.

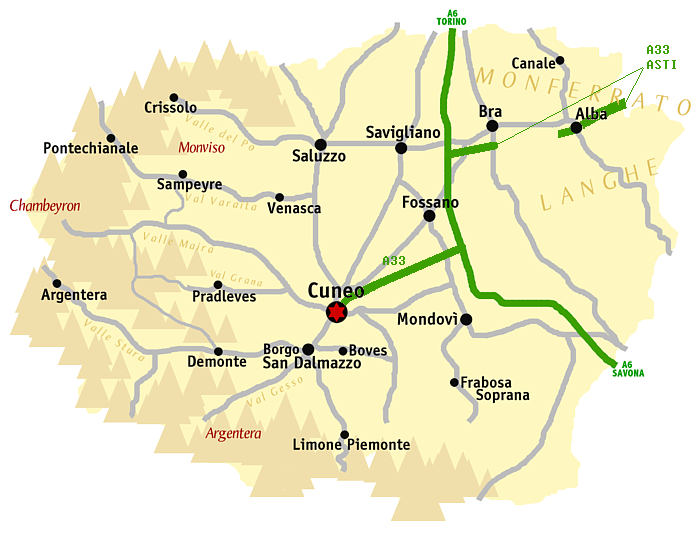
Mappa della provincia di Cuneo. Genola è il crocevia delle strade tra Fossano e Savigliano.

Le armate di Championnet scesero nuovamente in pianura, inizialmente ottenendo vari successi: Saint-Cyr riportò una vittoria su Karaczay a Novi mentre le altre forze francesi mettevano piede nella pianura. Championnet, sciaguratamente, prese la decisione di dividere le sue forze e questo fu la causa del fallimento del suo piano: mentre lui avanzava verso Savigliano, von Melas si dirigeva contro di lui, marciando in direzione di Fossano, con una divisione nettamente più numerosa. I due si incontrarono casualmente a Genola e lo scontro fu inevitabile: le forze francesi furono sconfitte, subendo perdite consistenti. A nulla servì la nuova vittoria di Saint-Cyr su Kray sull'ala destra del fronte: al centro i francesi furono inseguiti ed incalzati dagli austriaci, che li batterono nuovamente a Mondovì e li costrinsero a ritornare alle loro posizioni originali su Alpi e Appennini. Cacciate le forze di Championnet dalla pianura per l'ennesima volta, von Melas si dedicò all'assedio di Cuneo.

### La presa di Cuneo
La città cadde dopo sole due settimane di assedio. Il 2 dicembre, dopo un pesante bombardamento, alcuni dei colpi dei cannoni austriaci avevano causato l'esplosione di due depositi di polvere da sparo, provocando un incendio tra le mura della città. La guarnigione francese era semplicemente incapace di far fronte alla minaccia austriaca all'esterno delle mura e alle fiamme che stavano consumando la città contemporaneamente. Vedendo il morale dei propri uomini a terra e straziato dalle costanti suppliche della gente di Cuneo, il comandante della guarnigione, il generale Clément decise di arrendersi il 5 dicembre, dopo aver avuto un breve colloquio con le forze austriache due giorni prima.
Con la presa di Cuneo, le forze francesi erano state del tutto scacciate dalla Pianura Padana. Il prossimo passo era cacciarle del tutto dall'Italia. Sfortuna volle che gli austriaci non potessero approfittare del momento favorevole per proseguire nella loro avanzata: con la stagione invernale ormai alle porte, la maggior parte dei passi montani tra Liguria e Piemonte sarebbe stata bloccata dalla neve, impedendo le operazioni per mesi, fino al ritorno della primavera. Von Melas fece ritirare i propri uomini nei quartieri invernali, tra Torino e Bellinzona. Solo le divisioni di Klenau e Hohenzollern, poste sulla Riviera di Levante e ad Alessandria vennero rinforzate.

### Problemi nelle file francesi

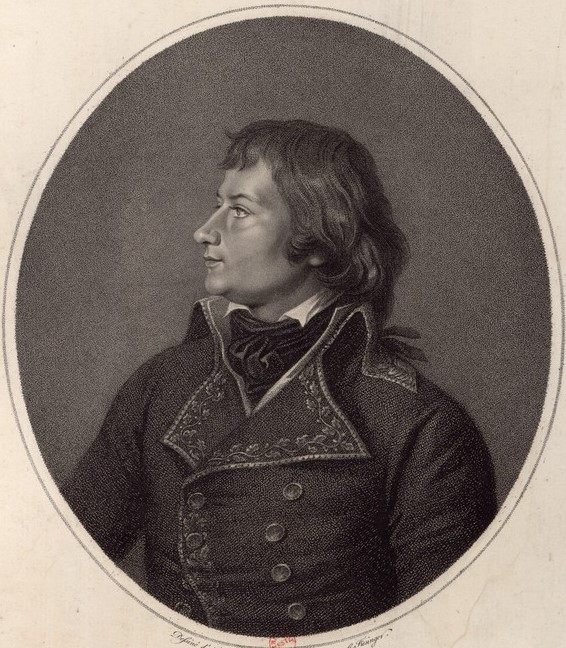
Il generale Saint-Cyr

Nel frattempo, tra le file dell'Armata d'Italia si assisteva ad un cambio nelle gerarchie. Championnet, deluso ed amareggiato dal fallimento della propria offensiva, rassegnò le proprie dimissioni, assegnando in maniera temporanea il comando dell'esercito al generale Saint-Cyr. Championnet non dovette vivere con i rimorsi della sconfitta a lungo: sulla strada del ritorno verso la Francia, nei pressi di Nizza, si sentì male e venne ricoverato. Nel giro di poche settimane, la malattia che lo aveva colpito, il tifo, lo portò alla morte. La stessa malattia si diffuse poi tra tutti i reparti dell'esercito francese, tanto che nei primi mesi del 1800 il principale problema che gli ufficiali francesi affrontarono fu quello di reperire bare sufficienti e di trovare un luogo dove seppellire i cadaveri dei malati.
A peggiorare la situazione francese vi erano altri due fattori fondamentali per il morale delle truppe: carenza di cibo e ritardi nelle paghe. Già il 5 dicembre un reggimento di chaussers di stanza a Nizza si era ammutinato e rifiutato di eseguire gli ordini impartiti, a causa del ritardo delle paghe, ormai giunto ad otto mesi. Seguendo il loro esempio, numerosi altri reparti si ammutinarono, tanto che molti di essi finirono per essere sciolti e i pochi uomini rimasti fedeli riassegnati ad altre compagnie. La carenza di cibo, invece, era un problema endemico e più complesso da risolvere: il territorio ligure non era sufficientemente coltivato per produrre la quantità di cibo necessaria a sfamare sia i suoi abitanti sia i soldati, le spedizioni via mare erano frequentemente intercettate dalla flotta britannica e quelle via terra rese estremamente complicate dalla natura montuosa del territorio e dalla lunghezza del percorso da affrontare.

## Il piano degli austriaci

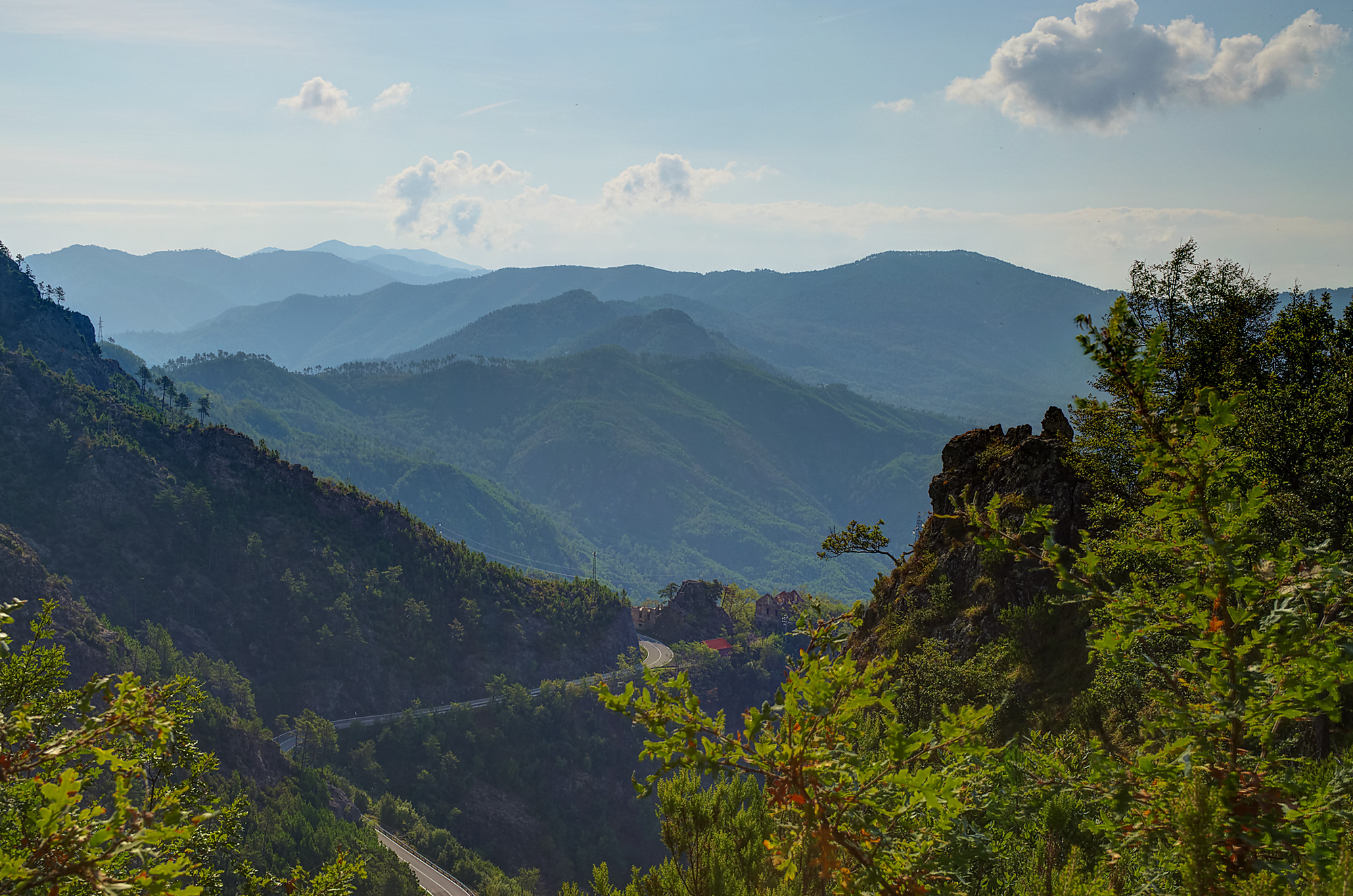
Passo del Bracco

In tutto il Nord Italia, le truppe austriache e quelle francesi erano separate dalle Alpi o erano semplicemente troppo lontane per intraprendere azioni offensive una nei confronti dell'altra. L'eccezione era data dalla Riviera di Levante, dove i passi montani dell'Appennino erano ancora liberi dalla neve e facilmente percorribili. Nei mesi precedenti, in più di un'occasione, gli austriaci si erano avvicinati alla catena montuosa che li separava dai repubblicani, riuscendo persino ad entrare nella Riviera di Levante, causando numerosi problemi all'ala destra dell'esercito repubblicano. Nel complesso, tali tentativi erano stati neutralizzati dalle forze francesi e gli austriaci furono sempre respinti o cacciati, come accaduto sul Passo del Bracco. Klenau, che aveva appena ricevuto dei rinforzi da Ancona, recentemente capitolata, si mosse per attraversare l'Appennino e raggiungere la costa della Liguria, dove sperava di stabilire una testa di ponte e catturare Genova sfruttando l'effetto sorpresa.
L'operazione ideata da von Melas teneva in conto diversi fattori. In primis, Klenau avrebbe dovuto agire in concerto con Hohenzollern, che dopo aver attaccato le forze francesi a Novi il 6 dicembre e circondato quelle a Gavi il 12, sarebbe dovuto scendere verso Genova. Tenendo conto del morale basso dei francesi e della facilità con cui tendevano ad ammutinarsi negli ultimi tempi, von Melas prevedeva che i suoi due sottoposti sarebbero riusciti a catturare il capoluogo ligure.
La logica dietro alle azioni degli austriaci era piuttosto lineare: i francesi erano costretti a difendere una linea molto lunga, dove le varie parti non avrebbero potuto comunicare tra loro facilmente a causa dell'asperità del territorio. Combinando questo con un'azione diversiva, sarebbe stato possibile avanzare rapidamente verso Genova, rimasta quasi sicuramente con poche difese.

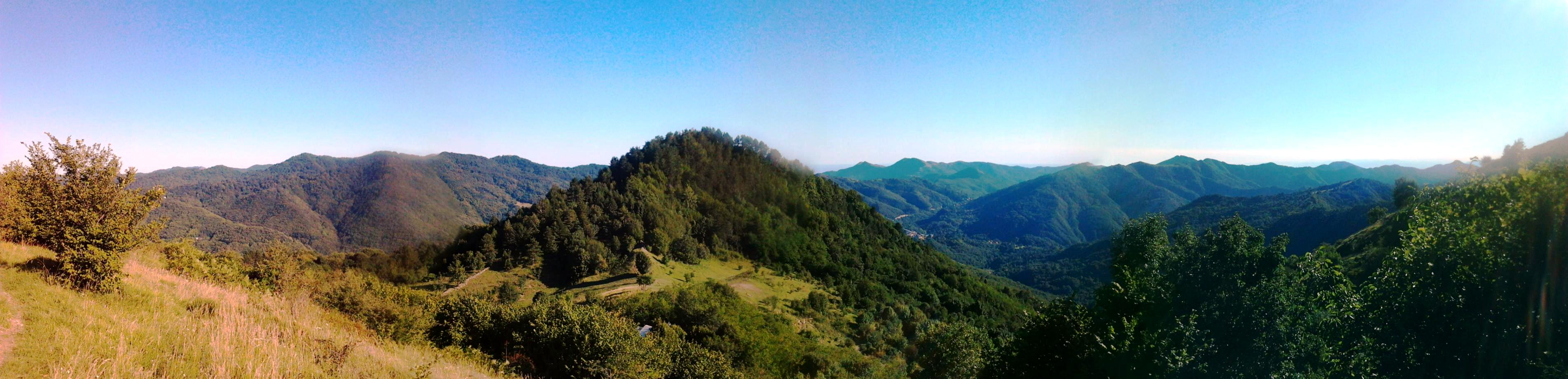
Panoramica di Torriglia

Quello che gli austriaci ignoravano era che Saint-Cyr, venuto a colloquio con gli uomini cacciati da Novi, aveva avuto notizia del rafforzamento delle due divisioni di Hohenzollern e Klenau ed aveva aumentato il numero di uomini di guardia al passo della Bocchetta, in modo da bloccare l'accesso al contingente del primo e rendere inutile la manovra del secondo.

## La battaglia

### 14 dicembre
Klenau si mise in moto, attaccando la zona di Torriglia e trovando successo, si spinse in avanti, sino a giungere alle colline nei pressi di Genova. Nel frattempo, Hohenzollern schermò il forte di Gavi e iniziò ad avanzate lungo la strada che porta alla Bocchetta, conducendo qualche schermaglia a scopo diversivo, ma senza impegnare seriamente le proprie forze. Hohenzollern si era deciso ad attendere i sei battaglioni promessi da von Melas prima di sferrare un attacco.

### 15 dicembre
Il giorno seguente, i ripetuti assalti di Klenau avevano respinto i francesi sotto le mura di Genova e i combattimenti si protrassero fino a notte. Klenau aveva avuto un generico accordo con un esponente dell'élite genovese, probabilmente il generale Assereto, secondo il quale, vedendo gli austriaci vicini e una volta raggiunte le porte della città, i civili genovesi si sarebbero rivoltati contro i francesi ed avrebbero abbandonato la guarnigione repubblicana all'aperto. A Genova, tuttavia, non accadde nulla.

### 16 dicembre

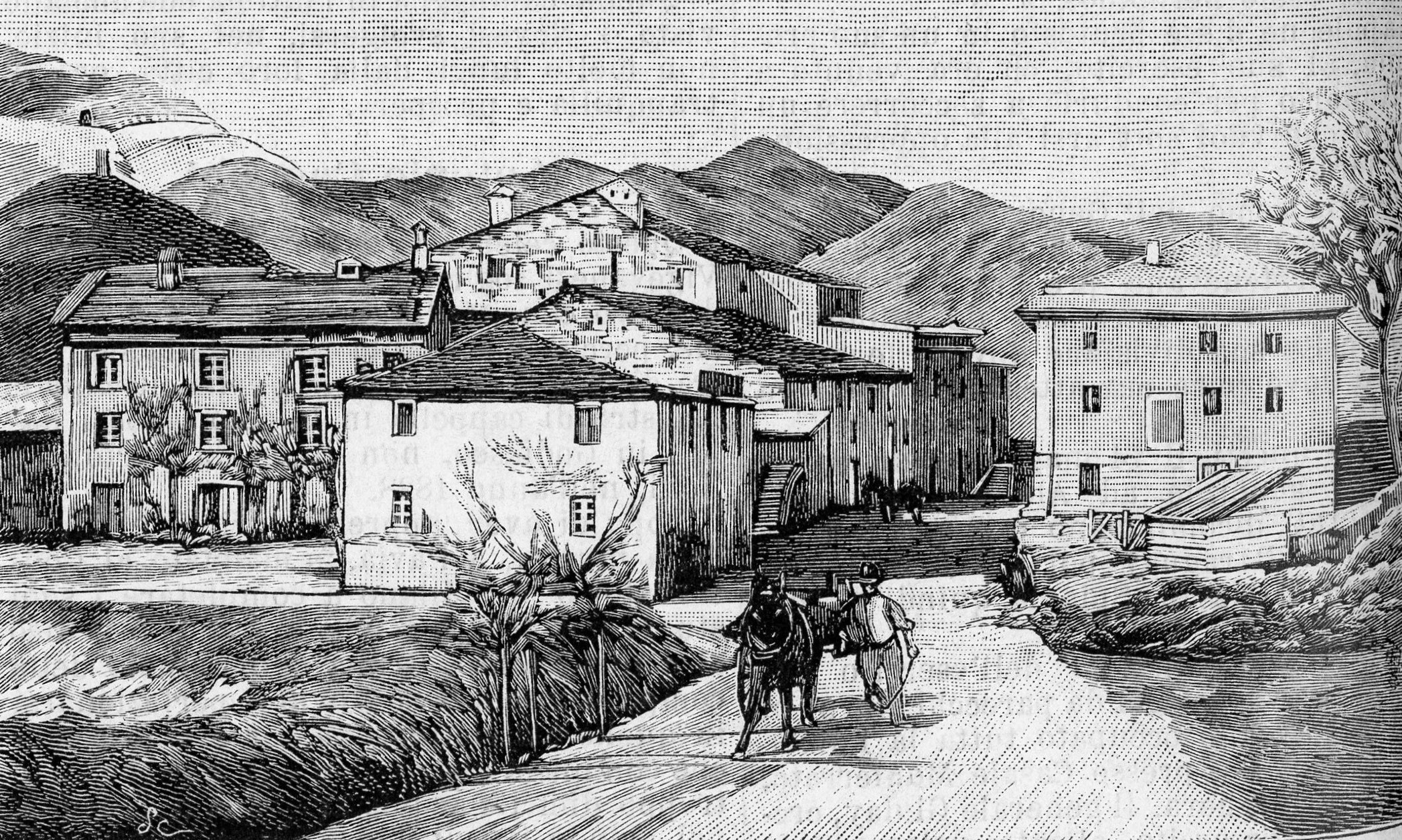
Xilografia di Torriglia vista dal colle della Scoffera

Il 16 dicembre, ben prima dell'alba, Klenau osservò una colonna francese in marcia sul Monte Creto. Infatti Saint-Cyr aveva radunato la divisione al suo comando e parte di quella di Watrin per colpire gli austriaci. Nella notte si erano avvicinati al monte e il mattino seguente si avventarono sui battaglioni austriaci rimasti a Torriglia. Colpirono frontalmente le truppe del maggiore Paulich, a cui era stato affidato il compito di collegarsi con gli Hohenzollern e che si trovavano ancora sul monte Capenardo. Paulich fu travolto e gravemente ferito, cadendo prigioniero con gran parte delle sue truppe. Distrutto questo primo gruppo, la colonna francese minacciava direttamente la retrovia ed il fianco di Klenau. Ciò costrinse il generale austriaco a guidare personalmente una colonna nella Val Bisagno, per intercettare i francesi. Ingaggiò la colonna del generale Watrin a Scoffera ma loro raggiunsero il monte Portello, vicino a Torriglia, che Klenau fu costretto ad attraversare. Quando ciò accadde, Klenau fu caricato con le baionette e invitato ad arrendersi. La sua risposta fu un contrattacco molto deciso: dopo una mischia durata per sei ore, i francesi furono costretti alla rotta.
Parte dei francesi ritornò a Genova e parte si riprese in Val Scrivia. Klenau radunò i suoi soldati a Davagna e tornò in ordine completo a Chiavari. Lungo la costa, tuttavia, tutta l'ala destra francese era rivolta contro le truppe avversarie e gli austriaci furono costretti a ritirarsi. A Sestri un attacco francese fu frontale e decisivo, perché Klenau non aveva più truppe da impegnare.
Il generale austriaco abbandonò il Levante e si rifugiò a La Spezia, organizzando lì i resti del suo corpo. Hohenzollern fu cacciato dalle sue posizioni tra il 18 ed il 20 dicembre: il suo contributo in questa operazione fu sostanzialmente nullo.

## Conseguenze

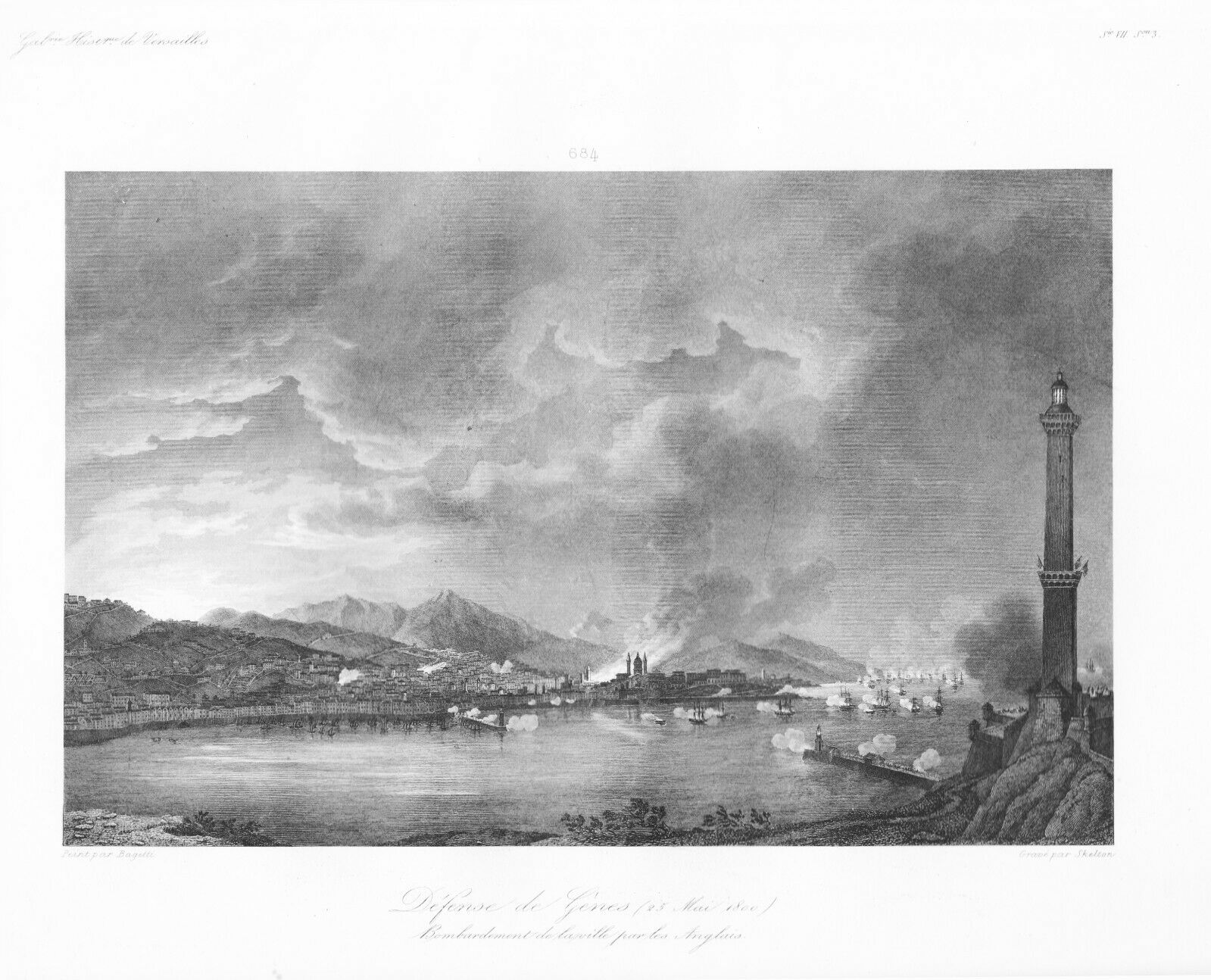
Bombardamento inglese su Genova nel 1800

Gli austriaci combatterono bene, sbaragliarono i francesi al centro ma persero la battaglia e oltre 1200 uomini, feriti o prigionieri (le fonti austriache fornirono numeri più alti: 92 morti, 240 feriti, 1795 prigionieri). Alla fine gli austriaci organizzarono i loro quartieri invernali anche in Riviera e nel settore di Novi.
Ottenuta la vittoria sugli austriaci, i francesi poterono far ritorno ai loro accampamenti invernali. La finestra in cui poter operare sulla Riviera di Levante si era ormai chiusa e gli austriaci non avrebbero più potuto tentare alcun tipo di operazione.
Le operazioni in Liguria ripresero solo nell'aprile dell'anno seguente, quando von Melas, sfruttando al massimo le debolezze dell'esercito francese, attaccò e sfondò le linee repubblicane, riuscendo ad assediare Genova e a fare austriaca la Liguria, sebbene solo per un brevissimo periodo.